# Royal Leopards FC
El Royal Leopards Football Club és un club de futbol swazi de la ciutat de Simunye. És l'equip de la Royal Swaziland Police.

## Palmarès
- Lliga swazi de futbol:[1]

2006, 2007, 2008, 2014, 2015, 2016
- Copa swazi de futbol:[2]

2007, 2011, 2014
- Charity Cup swazi de futbol:[2]

2006, 2013, 2015, 2016
- Trade Fair Cup swazi de futbol:[2]

2004